# Utivarachna rama
Utivarachna rama is een spinnensoort uit de familie van de Trachelidae.
De wetenschappelijke naam van de soort werd in 2007 gepubliceerd door Chami-Kranon & Likhitrakarn.